# Lion de Masarh
Le lion de Masarh est une sculpture de pierre retrouvée à Masarh, ville du district de Bhojpur, dans le Bihar, en Inde, à environ 57 km à l'ouest de Patna, l'ancienne Pataliputra. Cette sculpture est généralement datée du IIIe siècle av. J.-C.

## Description et interprétation
Le lion est sculpté dans du grès de Chunar (en), comme les Piliers d'Ashoka, et sa finition est polie, une caractéristique de la sculpture Maurya. Le style sculptural est cependant indiscutablement achéménide. C'est le cas en particulier de la représentation tubulaire bien ordonnée des moustaches (vibrisses), et de la représentation géométrique des veines gonflées affleurant sur l'ensemble du visage. La crinière en revanche, avec les touffes de poils représentées en vaguelettes, est plutôt naturaliste. 
Selon S.P. Gupta, ces caractéristiques stylistiques peuvent être qualifiées de non-indiennes. Des exemples très similaires sont cependant connues en Grèce et à Persépolis. Il est possible que cette sculpture ait été le fait d'un sculpteur achéménide ou grec en Inde et soit restée sans suite, ou bien ait été l'imitation indienne d'une modèle grec ou achéménide, quelque part entre le Ve siècle av. J.-C. et le Ier siècle av. J.-C., bien qu'elle soit généralement datée de l'époque de l'Empire Maurya, aux alentours du IIIe siècle av. J.-C..
Exemples achéménides

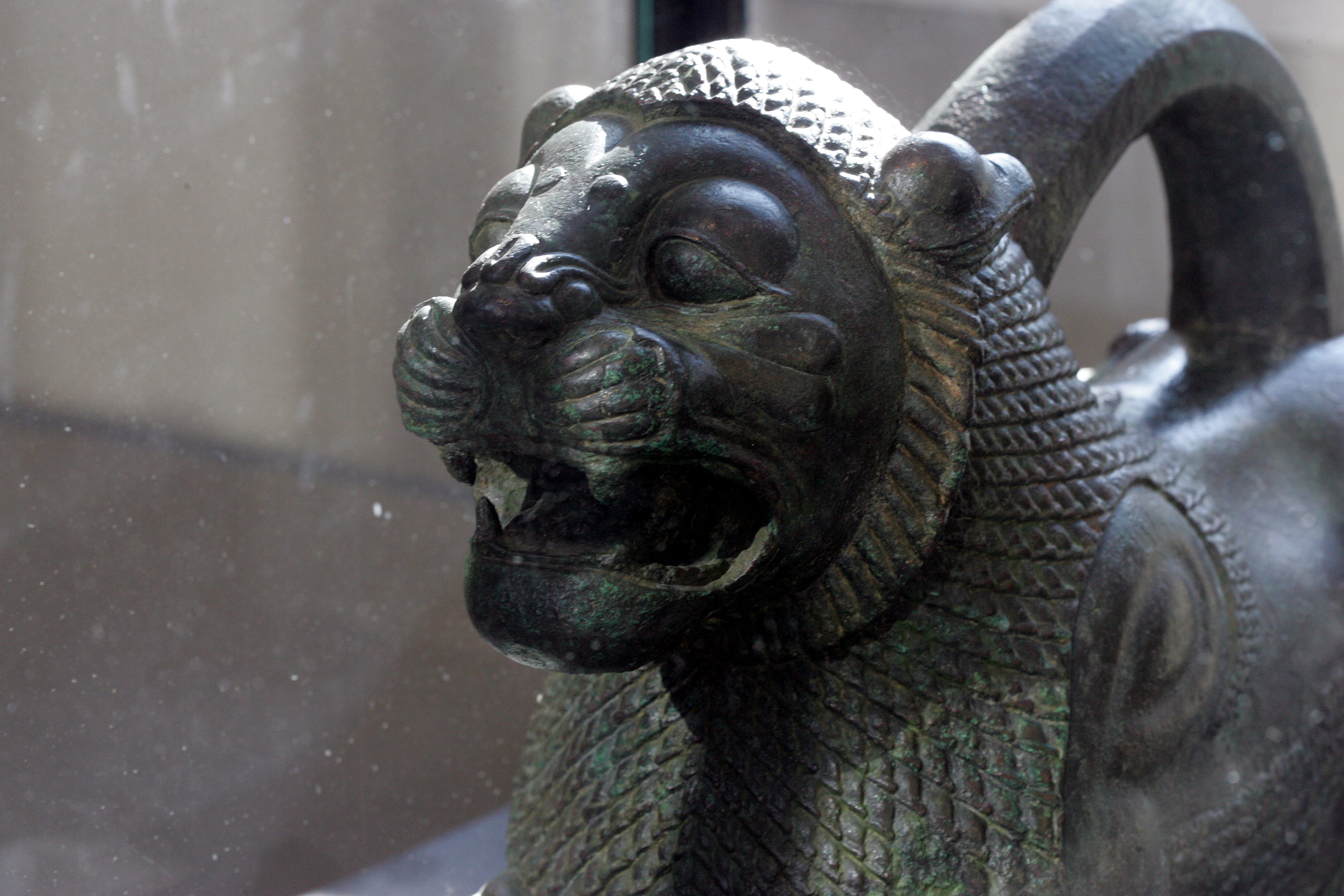
Lion achéménide.
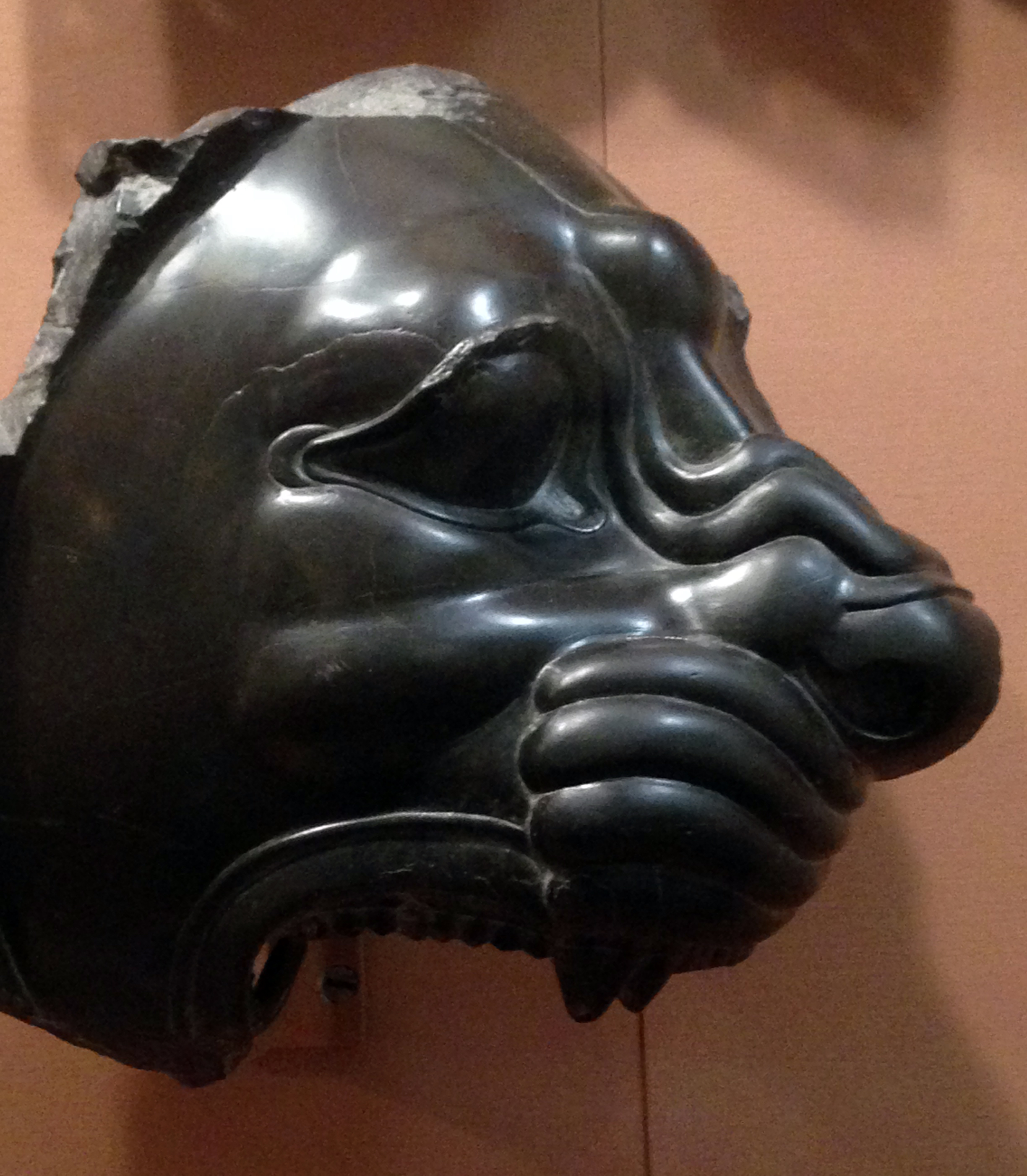
Lion achéménide.
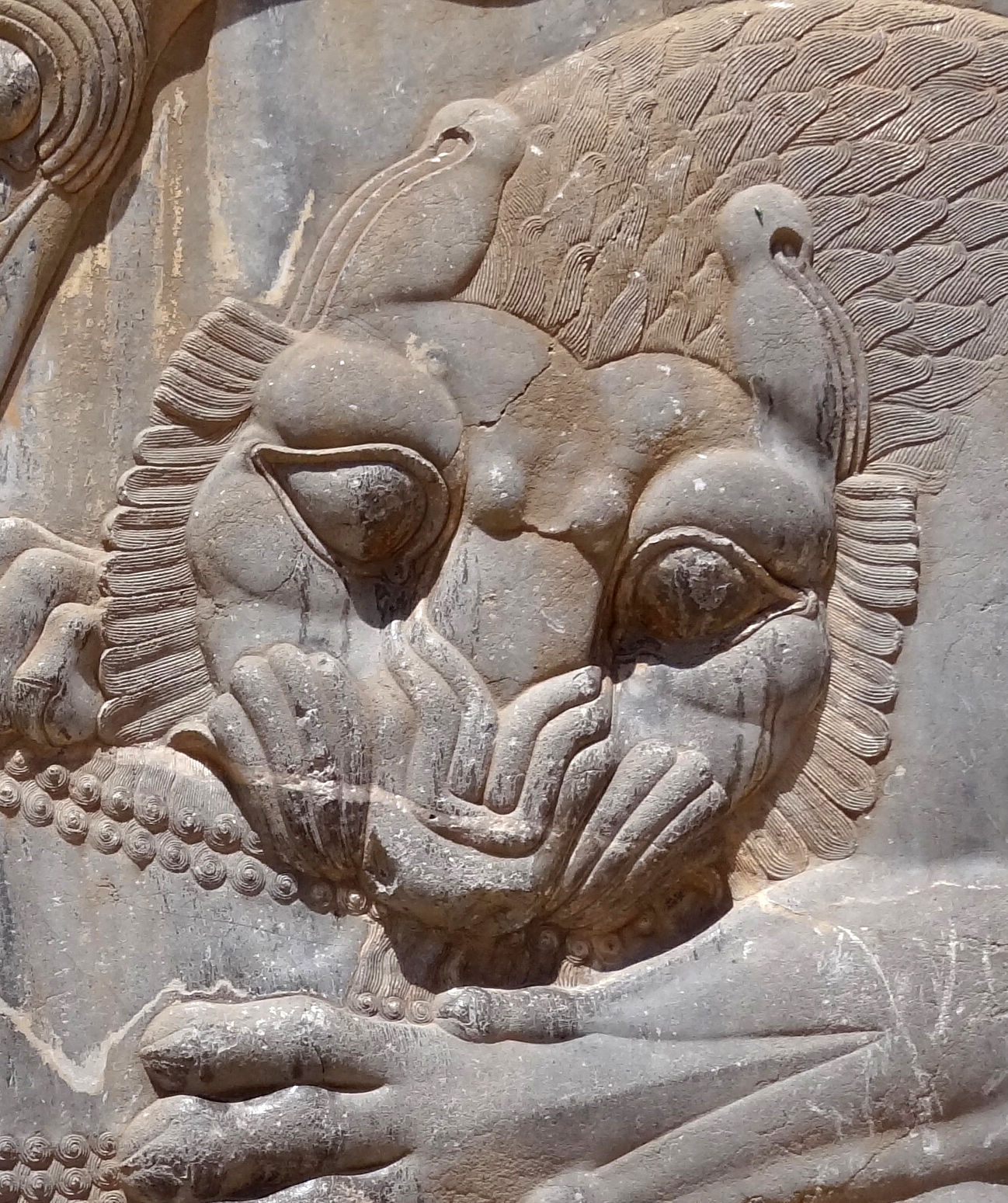
Bas-relief d'un lion achéménide.
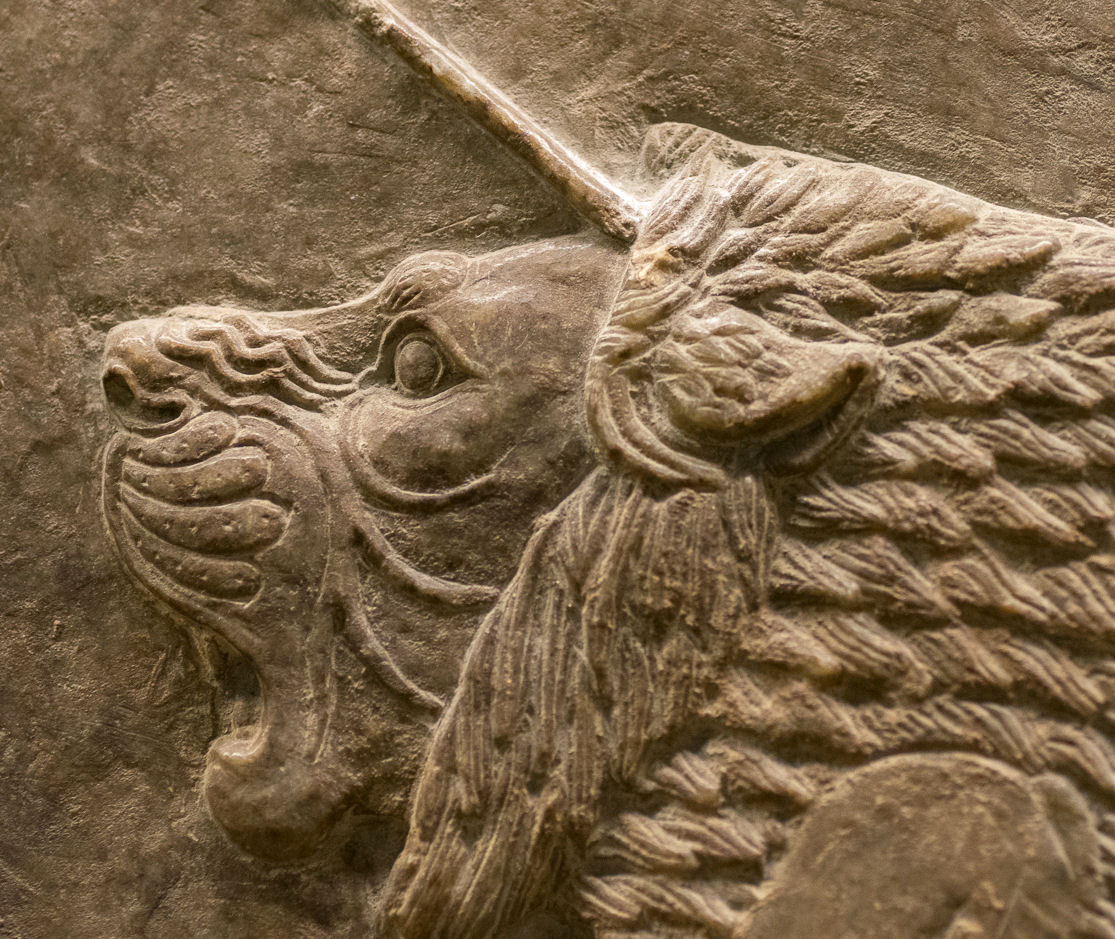
Lion de Nineveh.

Exemples grecs

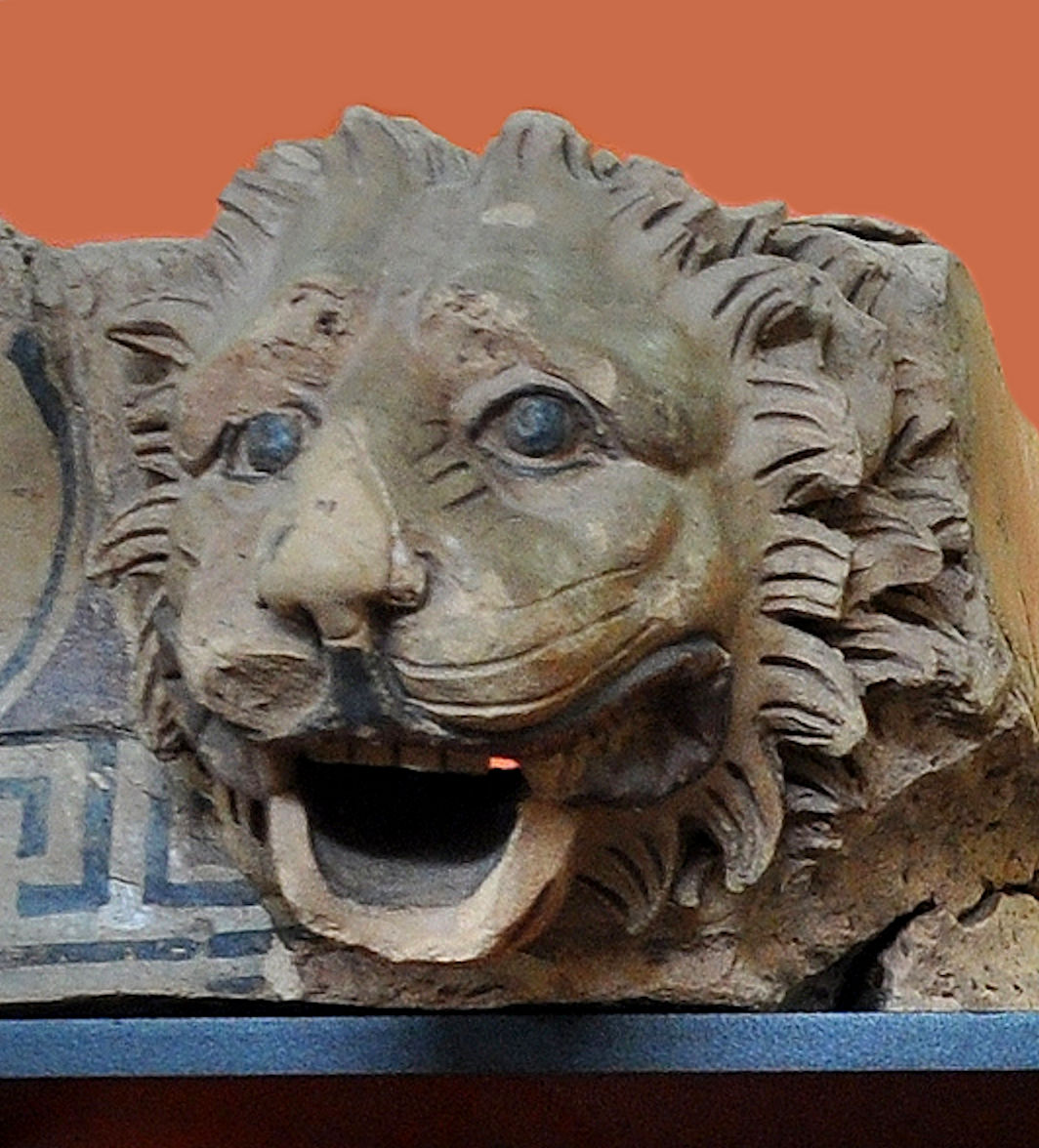
Lion Grec, terre cuite, Delphes, Ve siècle av. J.-C.
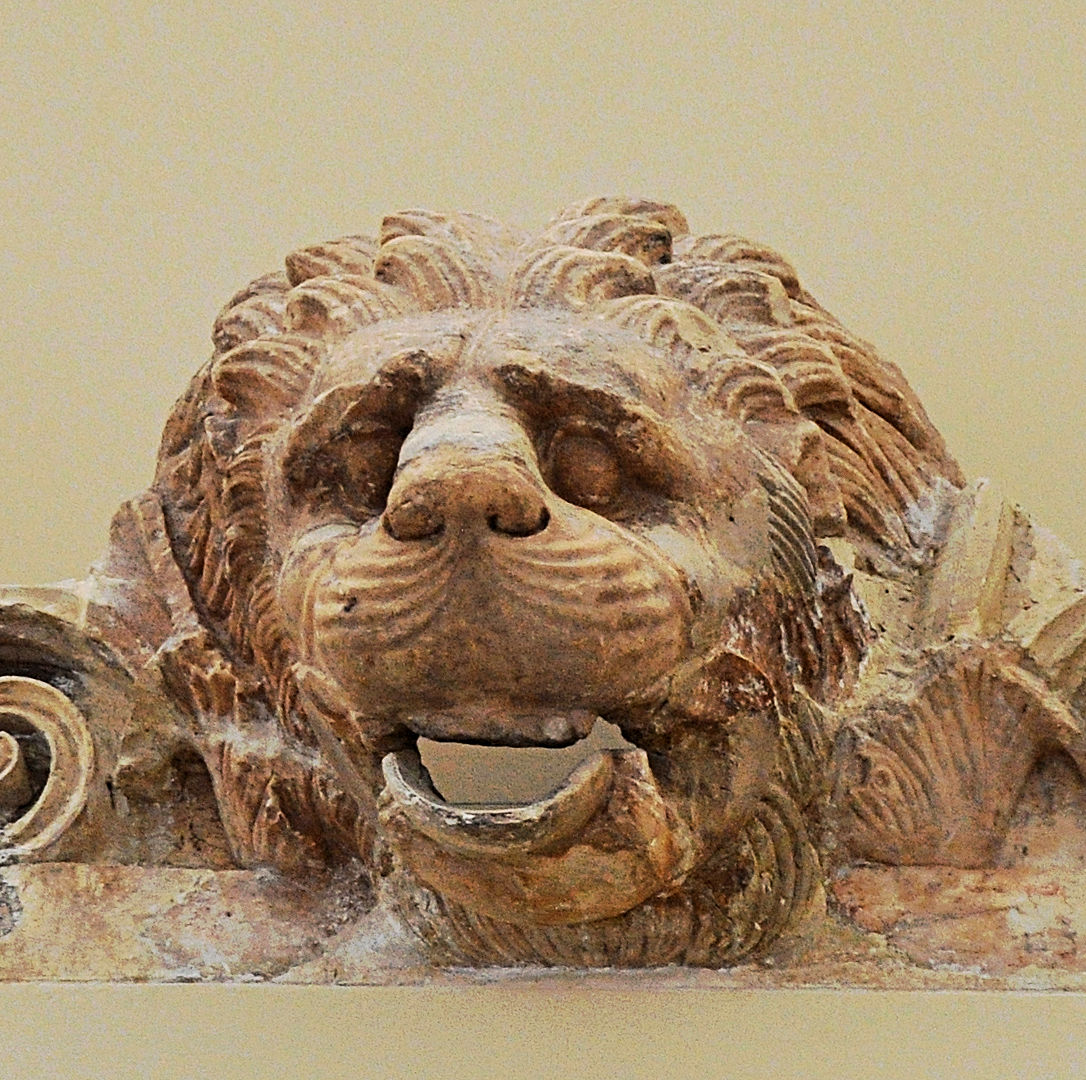
Lion grec, Temple d'Apollon, Delphes.

Évolution ultérieure
Selon John Boardman, la sculpture du lion de Marsarh est "tout à fait Perse", bien que le traitement de la crinière soit plutôt de style naturaliste grec et fasse rupture avec le style rigide et codifié de l'Empire achéménide. Pour lui, les lions du Chapiteau aux lions d'Ashoka à Sarnath représentent l'étape suivante et logique sur le plan artistique, et seraient la réalisation d'artistes grecs hellénistiques visant à adoucir et donner plus de naturel à la stylistique perse.

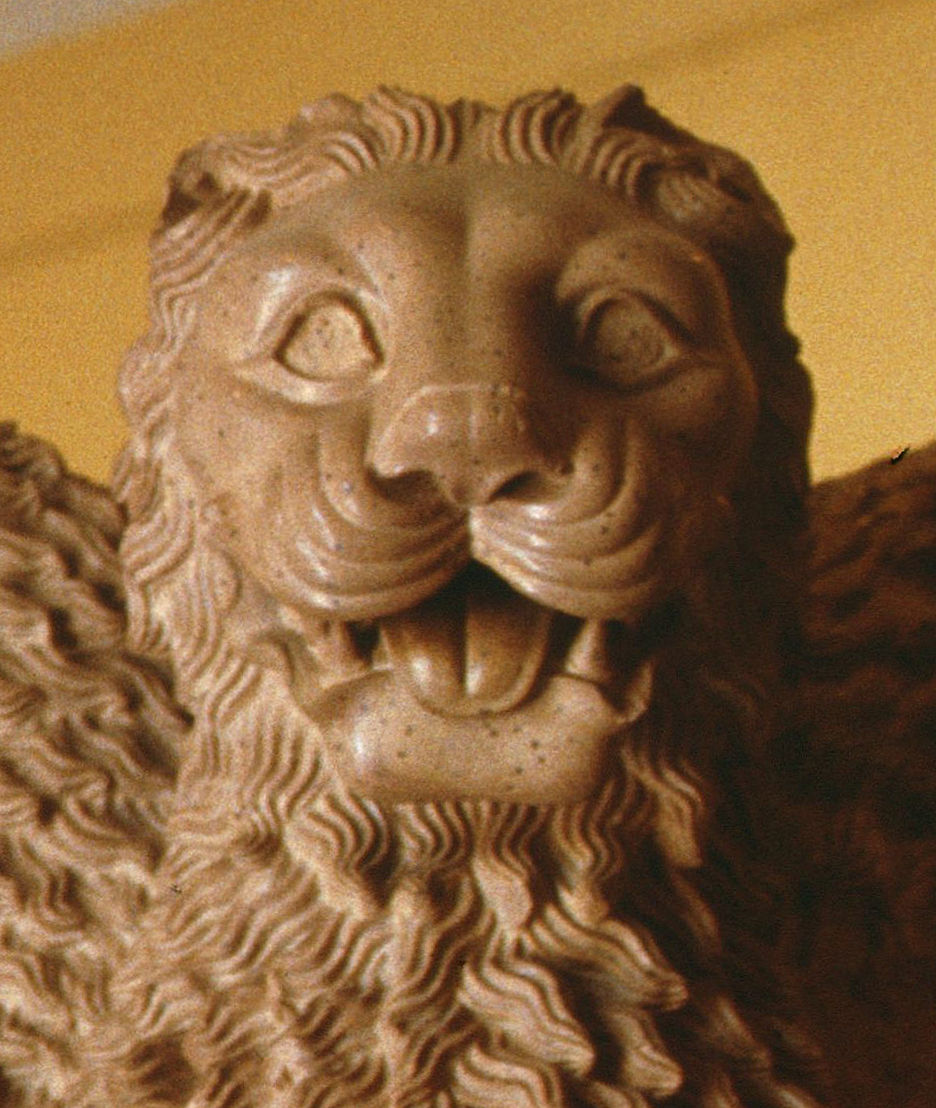
Détail du Chapiteau aux lions d'Ashoka à Sarnath, IIIe siècle av. J.-C.
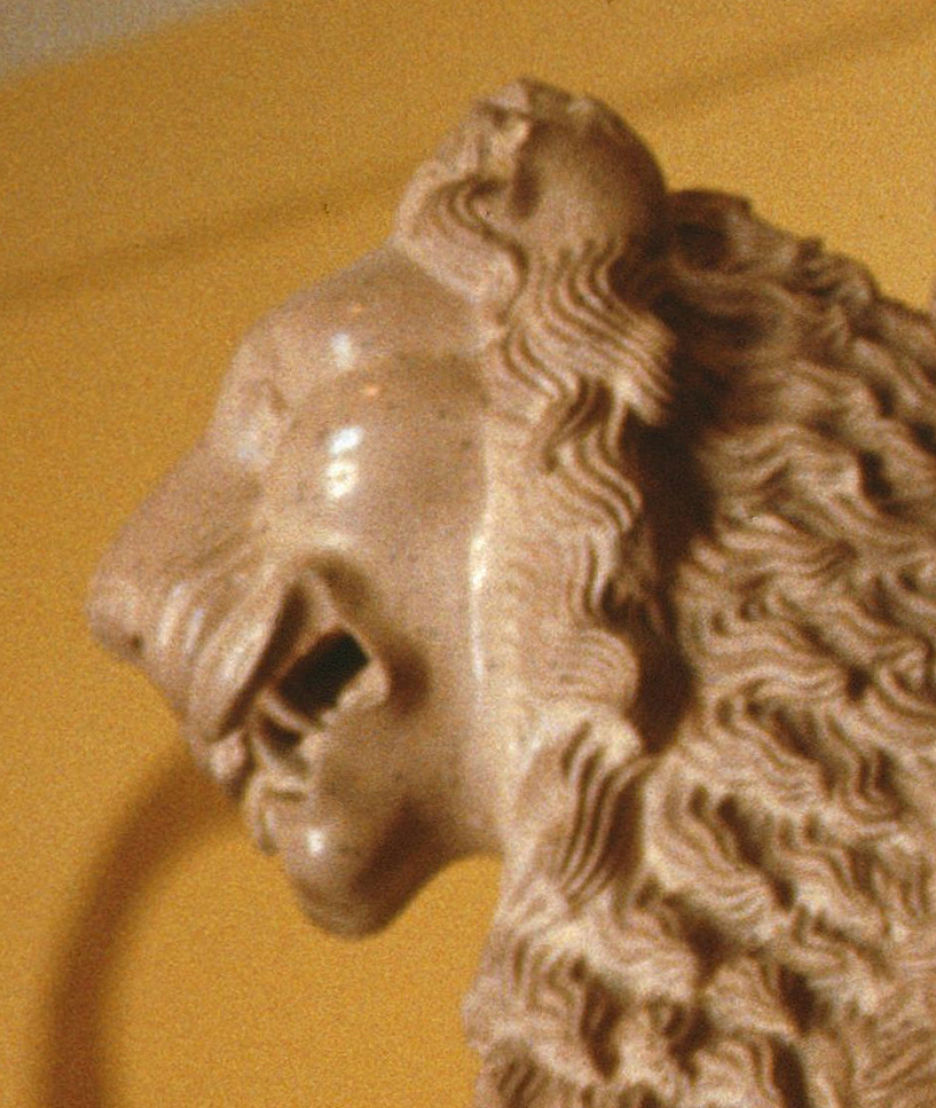
Profil d'un des lions de Sarnath.

## Autres exemples d'influence stylistique
La sculpture du lion de Masarh, trouvée à proximité de la capitale Maurya de Pataliputra, soulève la question de l'influence achéménide et grecque sur l'art de l'Empire Maurya, et sur les origines occidentales de la sculpture sur pierre en Inde. Le chapiteau de Pataliputra (en), ou encore les frises hellénistiques des chapiteaux de Rampurva, de Sankissa ou du trône de diamant de Bodhgaya en sont d'autres exemples.

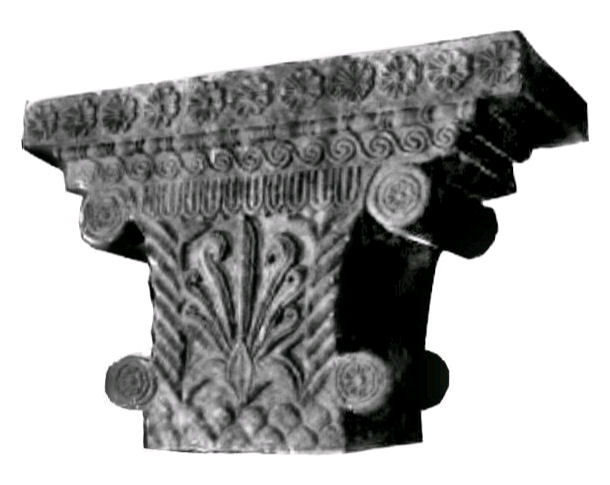
Chapiteau de Pataliputra (en).
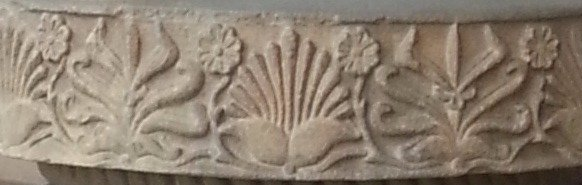
Frise de Rampurva alternant palmettes et lotus .
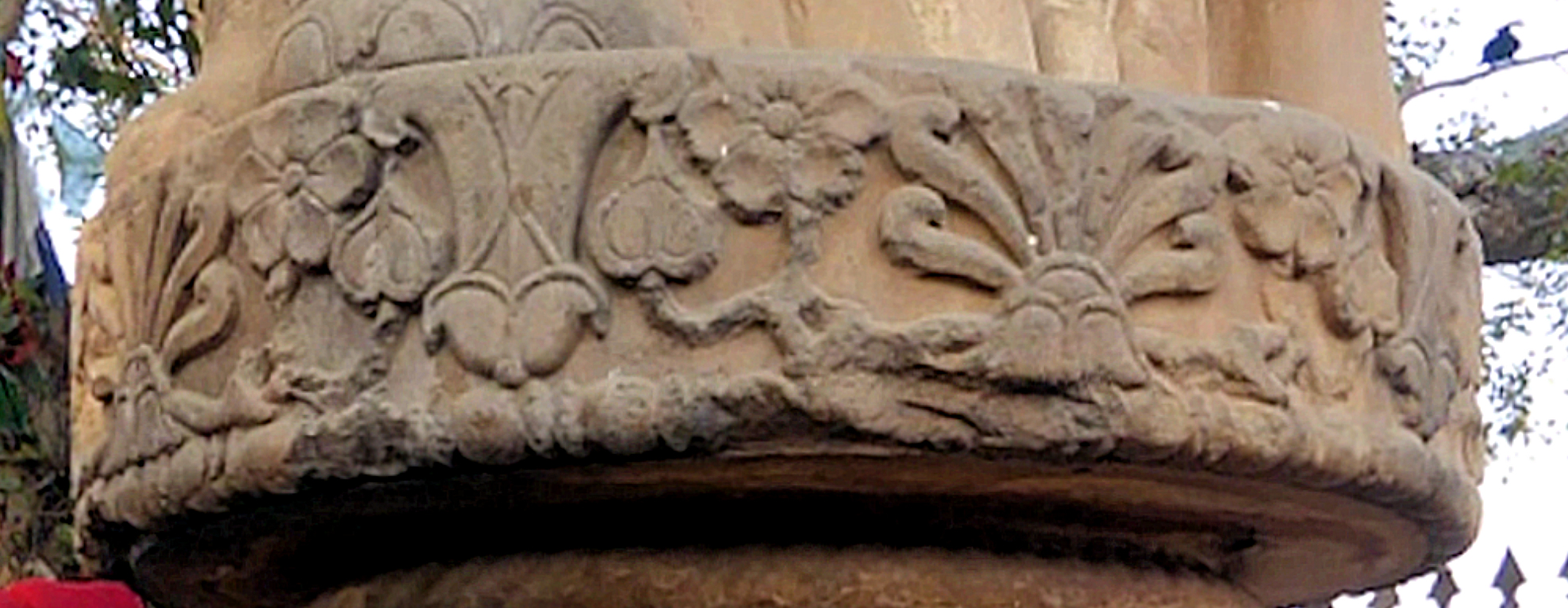
Frise de Sankissa.
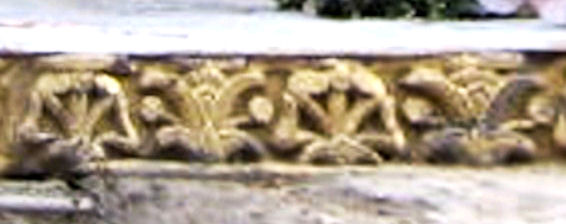
Frise du trône de diamant de Bodhgaya.
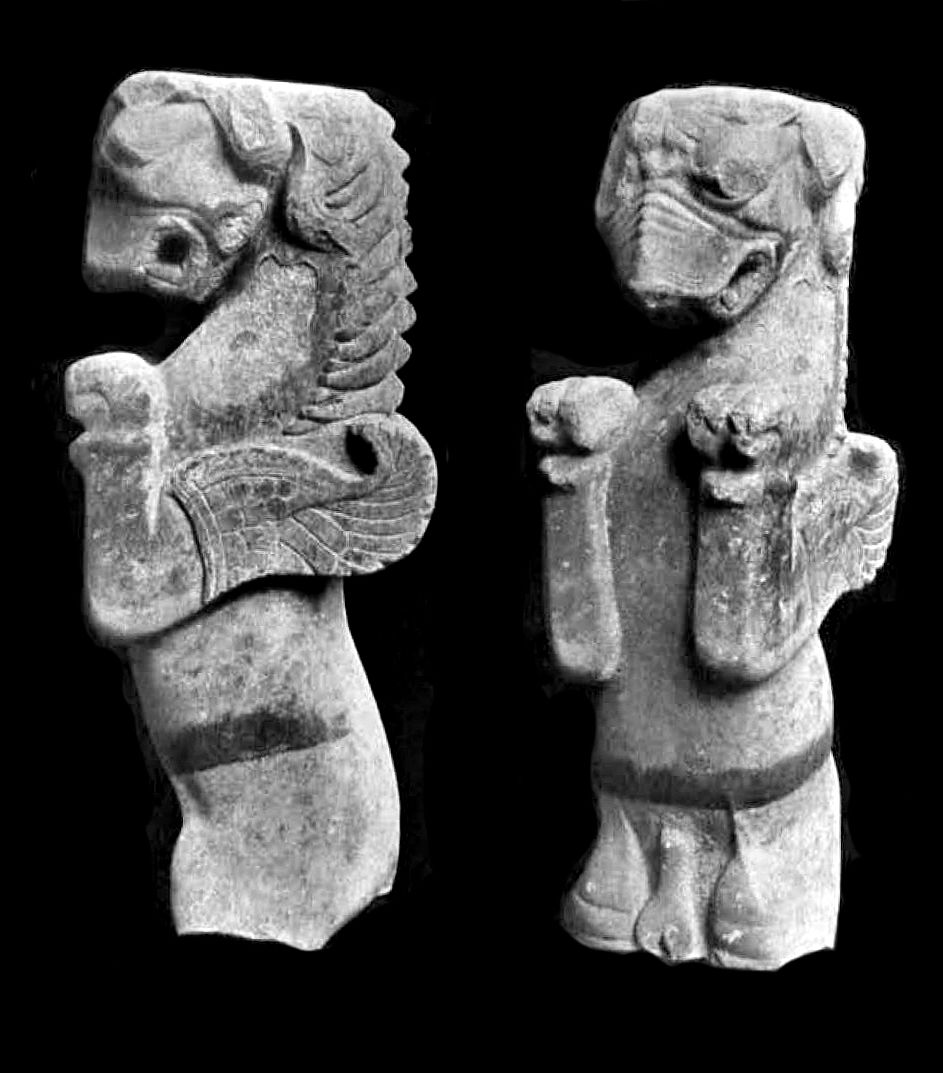
Griffon de Pataliputra[4].